# Vecchiano
Vecchiano ist eine italienische Gemeinde mit 11.839 Einwohnern (Stand 31. Dezember 2023) in der Provinz Pisa in der Region Toskana.

## Geografie

Lage von Vecchiano in der Provinz Pisa

Die Gemeinde erstreckt sich über ca. 67 km². Sie liegt ca. 70 km westlich der Regionalhauptstadt Florenz und 8 km nördlich der Provinzhauptstadt Pisa. Der Ort liegt in der klimatischen Einordnung italienischer Gemeinden in der Zone D, 1 600 GR/G und am Fluss Serchio (24 km im Gemeindegebiet).
Zu den Ortsteilen zählen Avane (6 m), Filettole (10 m), Migliarino Pisano (3 m) und Nodica (5 m).
Die Nachbargemeinden sind Lucca (LU), Massarosa (LU), San Giuliano Terme und Viareggio (LU).

## Geschichte
Im Ort wurden Spuren einer Besiedelung durch die Etrusker gefunden. Erstmals erwähnt wurde der Ort im Jahr 762 in dem Schriftstück Memorie lucchesi des Peredeo, Bischof von Lucca. Seit dem 10. Jahrhundert war der Ort dem Einfluss von Lucca unterstellt. Aufgrund seiner strategisch wichtigen Lage an der Grenze von Pisa und Lucca wurde Vecchiano bald darauf von Pisa eingenommen, das auch die Burgkirche Chiesa di Santa Maria in Castello errichtete. Vom 13. bis 15. Jahrhundert war die Gemeinde und ihre Ortsteile mehrmals Schauplatz kriegerischer Handlungen zwischen Pisa und Lucca und wurde zudem vom Herzogtum Mailand attackiert. Mit der Niederlage Pisas gelangte auch Vecchiano 1406 unter florentinische Herrschaft. Unter dieser kam der Ort in das Herzogtum Toskana und unter die Herrschaft der Habsburg-Lothringer, die selbst unter der Besatzung Napoleons die Herrschaft in dem Gebiet aufrechterhalten konnten. Der Ort wurde 1810 eigenständige Gemeinde, als er sich von San Giuliano ablöste.

## Sehenswürdigkeiten

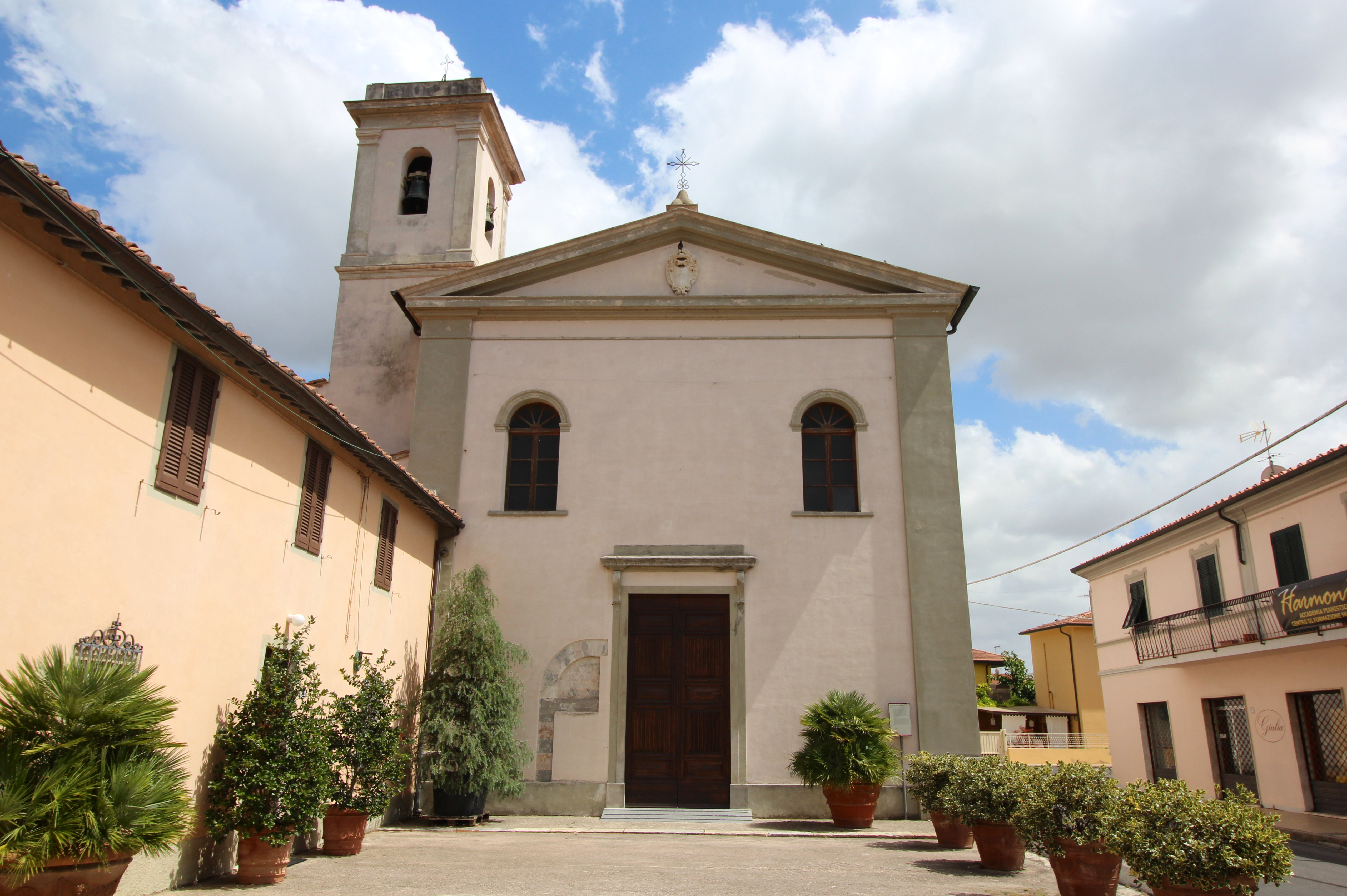
Chiesa di San Frediano im Vecchiano minore

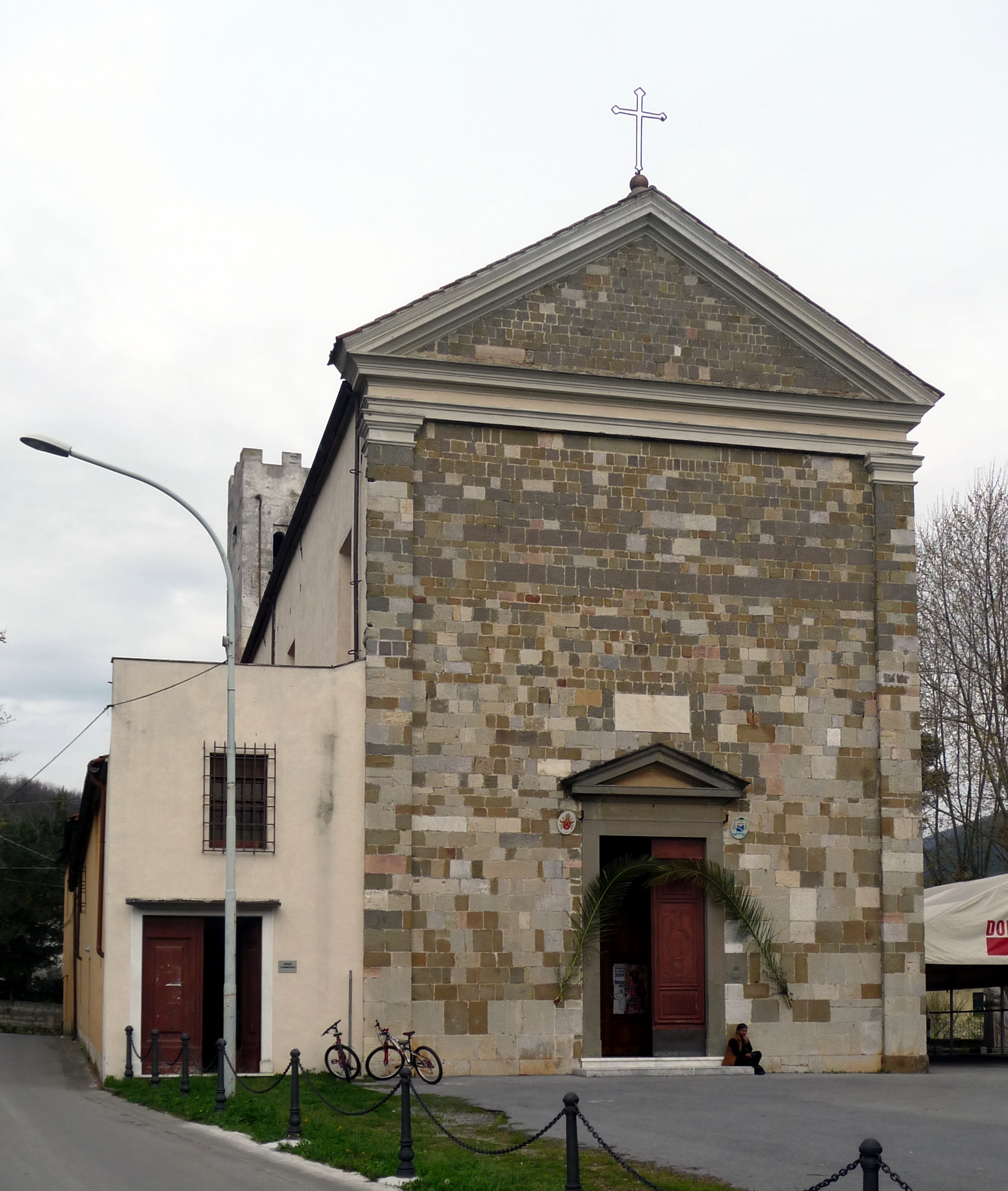
Chiesa di San Maurizio im Ortsteil Filettole

- Chiesa di Sant’Alessandro, bereits 1104 erwähnte Kirche im Ortszentrum, die 1199 als Vechiano major dokumentiert wurde. Der Campanile stammt aus dem frühen 14. Jahrhundert und wurde 1385 fertiggestellt.[9]
- Chiesa di San Frediano, Kirche am Ortsrand (Vecchiano minore[6]), die 762 erwähnt wurde. Wurde 1835 stark verändert.[9]
- Chiesa di Santa Cristina, Kirche im Ortsteil Avane, die 1137 dokumentiert wurde.[9]
- Chiesa di Santa Maria in Castello, bereits 1136 erwähnte Kirche, befindet sich im Castello di Vecchiano.[9]
- Chiesa di San Maurizio, bereits 886 erwähnte Kirche im Ortsteil Filettole.[9]
- Chiesa die Santi Simone e Giuda, Kirche in Nodica, die am Anfang des 19. Jahrhunderts über einer älteren Kirche errichtet wurde.[9]

## Söhne und Töchter der Gemeinde
- Antonio Tabucchi (1943–2012), Schriftsteller